# Визовая политика Таджикистана

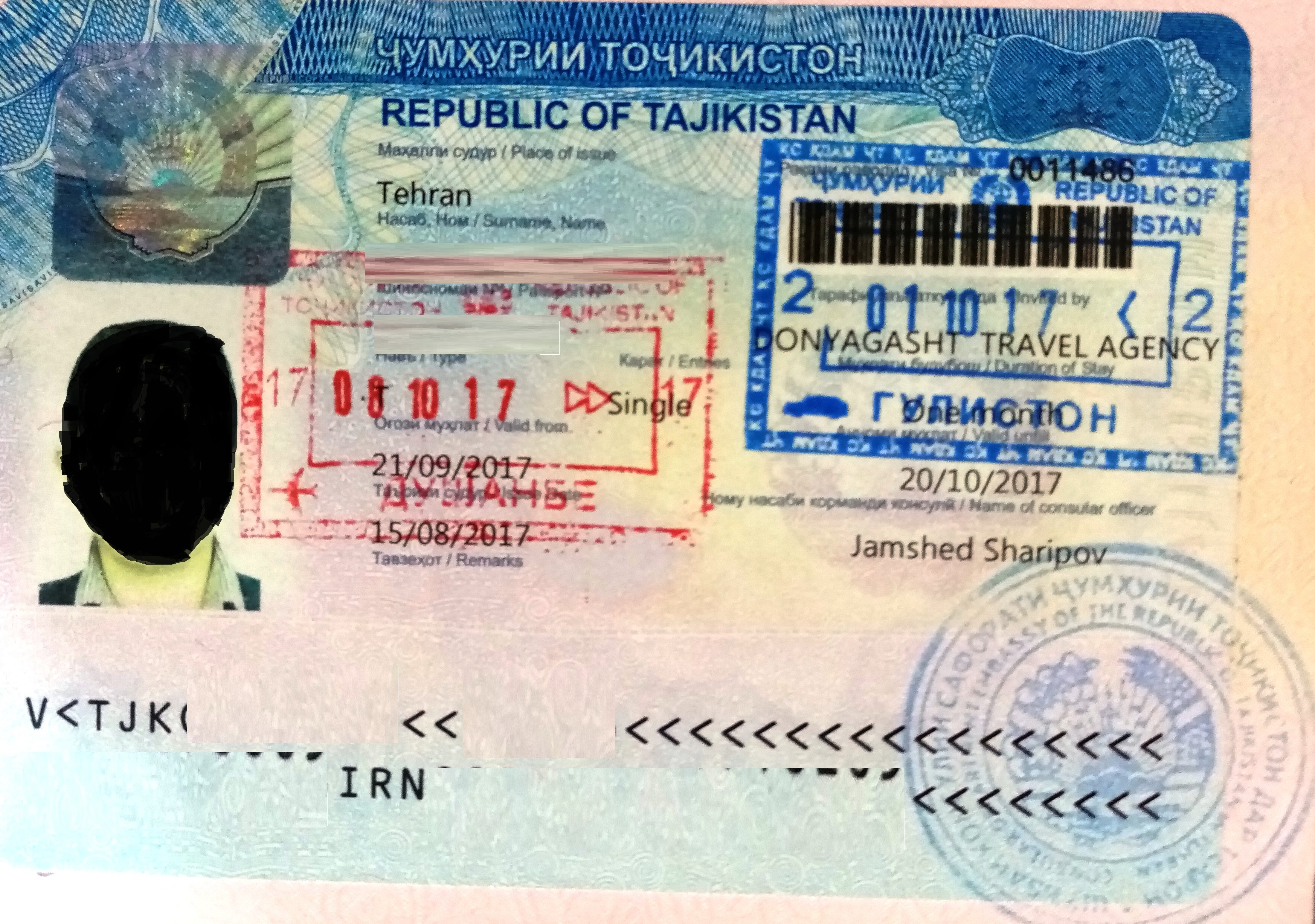
Таджикская виза, выданная в Иране

Визовая политика Таджикистана состоит из требований, предъявляемых к иностранным гражданам для поездок в Республику Таджикистан, въезда в данную страну и пребывания в ней. В соответствии с законодательством, посетители Таджикистана должны получить визу в одной из дипломатических миссий Таджикистана или в электронном формате, если они не являются гражданами стран, освобождённых от виз. 
1 июня 2016 года Таджикистан запустил систему электронной визы, которая может быть использована при любом пересечении границы и предоставляется для туризма и бизнеса. Электронная виза Таджикистана действует в течение 90 дней, при этом его владелец может находиться на территории республики не более 45 календарных дней.
Для посещения Горно-Бадахшанской автономной области требуется оформить специальное разрешение, стоимость которого составляет 20 сомони.

## Карта визовой политики

Визовая политика Таджикистана
Таджикистан
Безвизовый въезд (неограниченный период)
Безвизовый въезд (90 дней)
Безвизовый въезд (30 дней)
Электронная виза
Требуется получение визы

## Освобождение от визы
По состоянию на 2022 год граждане следующих стран могут посещать Таджикистан, не имея визы:
Бессрочное пребывание
- Беларусь
- Грузия
- Казахстан
- Кыргызстан
- Молдова
- Россия

90 дней
- Азербайджан
- Армения
- Украина

30 дней
- Австрия
- Бельгия
- Венгрия
- Дания
- Германия
- Греция
- Исландия
- Испания
- Италия
- Латвия
- Литва
- Лихтенштейн
- Люксембург
- Монако
- Нидерланды
- Норвегия
- Польша
- Португалия
- Финляндия
- Франция
- Хорватия
- Чехия
- Швейцария
- Швеция
- Эстония
- Бахрейн
- Бруней
- Индонезия
- Иордания
- Катар
- Кувейт
- Малайзия
- Мальдивы
- ОАЭ
- Саудовская Аравия
- Сингапур
- Республика Корея
- Таиланд
- Турция
- Узбекистан
- Филиппины
- Шри-Ланка
- Япония
- Доминиканская Республика
- США
- Канада
- Куба
- Ямайка
- Аргентина
- Чили
- Эквадор
- Австралия
- Новая Зеландия

## Виза по прибытии
Граждане следующих стран могут получить визу по прибытии в международном аэропорту «Душанбе» на максимальный срок пребывания до 45 дней:
- Андорра
- Болгария
- Ватикан
- Великобритания
- Ирландия
- Кипр
- Мальта
- Румыния
- Словакия
- Словения
- Вьетнам
- Израиль
- Йемен
- Ливан
- Монголия
- Оман
- Туркменистан
- Мексика
- Бразилия
- Венесуэла
- Алжир
- Египет
- Марокко
- Тунис
- ЮАР

## Статистика въезда иностранных граждан в Таджикистан
| Год  | Посетители  |
| ---- | ----------- |
| 1996 | 700         |
| 1997 | ▲ 2 100     |
| 1998 | ▲ 3 200     |
| 1999 | ▲ 4 500     |
| 2000 | ▲ 7 700     |
| 2001 | ▼ 5 200     |
| 2002 | нет данных  |
| 2003 | нет данных  |
| 2004 | нет данных  |
| 2005 | нет данных  |
| 2006 | нет данных  |
| 2007 | нет данных  |
| 2008 | ▲ 325 000   |
| 2009 | ▼ 207 000   |
| 2010 | ▼ 160 000   |
| 2011 | ▲ 183 000   |
| 2012 | ▲ 244 000   |
| 2013 | ▼ 208 000   |
| 2014 | ▲ 213 000   |
| 2015 | ▲ 414 000   |
| 2016 | ▼ 344 000   |
| 2017 | ▲ 431 000   |
| 2018 | ▲ 1 035 000 |
| 2019 | ▲ 1 320 000 |
| 2020 | ▼ 410 000   |
| 2021 | ▲ 517 000   |